# Южновануатские языки
Южновануатские языки — сформированная ветвь южноокеанийской подгруппы языков.

## Состав
- Языки анейтьюм: анейтьюм
- Языки эрроманга: ифо, сие, ура
- Языки танна: квамера, ленакел, северный танна, уайтсендс, юго-западный танна